# Stanislav Motl
Stanislav Motl (* 6. března 1952 Ústí nad Orlicí) je český novinář a spisovatel.

## Biografie
Stanislav Motl vystudoval střední ekonomickou školu, posléze Fakultu žurnalistiky Univerzity Karlovy v Praze. Jako novinář začal publikovat na počátku 70. let v regionálních novinách, ve kterých působil deset let. V období normalizace byl reportérem nejprve v časopise Svět v obrazech, poté v týdeníku Signál. V tomto časopise ministerstva vnitra mj. vylíčil v reportáži průběh Palachova týdne z pohledu tehdejší moci. Po listopadu 1989 publikoval v časopise Reflex. Znám je zejména knihami s historickou tematikou, které se převážně týkají období druhé světové války. Od roku 1995 byl jedním z reportérů investigativního pořadu Na vlastní oči televize Nova. Od roku 2010 připravuje v ČRo 2 svůj autorský pořad s názvem Stopy, fakta, tajemství, který dostal i televizní podobu.
V minulosti byl reportérem v několika válečných konfliktech. Věnuje se pedagogické a přednáškové činnosti. Editor souhrnného díla Jiřího Muchy (vyšlo v nakladatelství Eminent). Je autorem scénářů k filmovým dokumentům např.: Živý mrtvý, Ozvěny lidické noci, Sláva a prokletí Lídy Baarové, Mraky nad Barrandovem, Nacisté pod ochranou. Je nositelem celosvětové ceny The AIB International Media Excellence Awards. Toto ocenění udělované v Londýně, které je považováno za rozhlasového Oskara, získal v letech 2010 a opakovaně v roce 2011. V ČR obdržel mimo jiné hlavní cenu festivalu česko-německo-židovské kultury Devět bran (2003) a hlavní cenu E. E. Kische (2011).

## Kontroverze
Přestože má platné lustrační osvědčení č. ID-16384/1-016/1-LU-91, vydané ministerstvem vnitra ČR 14. 11. 1995, je někdy spojován s bývalou Státní bezpečností, která ho v letech 1974–1979 registrovala pod písmenem C (kandidáti tajné spolupráce a důvěrníci). Jeho lustrační osvědčení však neosvědčuje žádnou vědomou spolupráci a nositel tohoto osvědčení splňuje tedy – dle nálezu Ústavního soudu ze dne 26. 11. 1992 – všechny podmínky lustračního zákona.